# Gmina Borås
Gmina Borås (lub miasto Borås; szw. Borås kommun alt. Borås Stad) – gmina w Szwecji, w regionie Västra Götaland, z siedzibą w Borås.
Pod względem zaludnienia Borås jest 13. gminą w Szwecji. Zamieszkuje ją 98 886 osób, z czego 51,17% to kobiety (50 602) i 48,83% to mężczyźni (48 284). W gminie zameldowanych jest 5969 cudzoziemców. Na każdy kilometr kwadratowy przypada 108,07 mieszkańca. Pod względem wielkości gmina zajmuje 116. miejsce.